# 비두마녀
"비두마녀"(중국어: 飛頭魔女)는 1982년에 개봉한 중화민국의 영화이다. 장런제가 감독을 맡았으며 전슈전 등이 주연으로 출연했다.

## 캐스팅
- 전슈전
- 마사
- 진링즈
- 류상첸
- 천메이화
- 사오뤄후이
- 리수전
- 커유민